# NGC 5820
NGC 5820 este o interacțiune de galaxii situată în constelația Boarul. A fost descoperită în 5 mai 1788 de către William Herschel. Se află la o distanță de 51,61 de megaparseci de Pământ.